# Кун, Гарольд
Гарольд Уильям Кун (29 июля 1925 года, Санта-Моника, Калифорния, США — 2 июля 2014 года, Нью-Йорк, США) — американский математик, специалист по теории игр. Лауреат премии Джона фон Неймана за 1980 год совместно с Альбертом Таккером и Дэвидом Гэйлом. Заслуженный профессор математики в Принстонском университете, известен как автор теоремы Куна, покера Куна, а также как соавтор условия Куна-Таккера. Дал описание венгерского алгоритма для решения задачи о назначениях. Некоторое время назад, впрочем, было обнаружено, что венгерский алгоритм впервые сформулирован ещё Карлом Густавом Якоби и опубликован посмертно на латинском языке среди прочих его бумаг в 1890 году.

## Биография
Кун родился в Санта-Монике в 1925 году. Всю свою научную жизнь, начиная с аспирантуры, он был тесно связан с Джоном Нэшем. Гарольд Кун сыграл большую роль в привлечении внимания Нобелевского комитета к работам Нэша, за которые он в итоге получил в 1994 году Нобелевскую премию по экономике. Оба они долго и плодотворно сотрудничали с Альбертом Таккером, научным руководителем Нэша. Гарольд был соавтором The Essential John Nash и математическим консультантом в биографическом фильме «Игры разума» (2001), рассказывающем про жизнь Джона Нэша.
Был избран президентом Общества промышленной и прикладной математики (SIAM).
Старший сын, историк Клиффорд Кун (1952—2015), известен стипендией для американского Юга и как собиратель устных историй. Средний, Ник Кун — профессор математики в университете Вирджинии. Младший сын, Джонатан Кун, занимает пост директора отдела искусств и древностей в нью-йоркском Департаменте парков и отдыха.
Умер 2 июля 2014 года.